# Табіна
Табіна (ест. Tabina) — село в Естонії, входить до складу волості Вастселійна, повіту Вирумаа.
Поряд розташоване одноіменне озеро.